# Sparta (Míchigan)
Sparta es una villa ubicada en el condado de Kent en el estado estadounidense de Míchigan. En el Censo de 2010 tenía una población de 4140 habitantes y una densidad poblacional de 647,68 personas por km².

## Geografía
Sparta se encuentra ubicada en las coordenadas 43°9′28″N 85°42′33″O / 43.15778, -85.70917. Según la Oficina del Censo de los Estados Unidos, Sparta tiene una superficie total de 6.39 km², de la cual 6.37 km² corresponden a tierra firme y (0.28%) 0.02 km² es agua.

## Demografía
Según el censo de 2010, había 4140 personas residiendo en Sparta. La densidad de población era de 647,68 hab./km². De los 4140 habitantes, Sparta estaba compuesto por el 94.54% blancos, el 1.26% eran afroamericanos, el 0.43% eran amerindios, el 0.48% eran asiáticos, el 0% eran isleños del Pacífico, el 1.62% eran de otras razas y el 1.67% pertenecían a dos o más razas. Del total de la población el 4.18% eran hispanos o latinos de cualquier raza.